# Muscisaxicola maculirostris
Gaúcha-pequena ou gaúcha-de-bico-manchado (Muscisaxicola maculirostris) é uma espécie de ave da família Tyrannidae.
Pode ser encontrada nos seguintes países: Argentina, Bolívia, Chile, Colômbia, Equador e Peru.
Os seus habitats naturais são: matagal tropical ou subtropical de alta altitude e pastagens.